# Claudia Butenuth
Claudia-Gloria Butenuth (Gottinga, 20 settembre 1945 – 1º settembre 2016) è stata un'attrice tedesca.

## Biografia
È cresciuta a Berlino, Colonia e Nantes per poi stabilirsi a Monaco dove studiò recitazione, per diplomarsi nel 1967. Durante gli studi di recitazione, ha conseguito il diploma presso la Universitätsklinikum Köln in elettroencefalografia, e praticò la professione come Heilpraktiker dal 1975 al 1977.
Partecipò allo show televisivo Panoptikum, come primaapparizione televisiva. Seguirono partecipazioni in film accanto a James Mason e Kirk Douglas in The Legend of Silent Night. Oltre a produzioni italiane e francesi, recitò accanto a star come Omar Sharif, Michael Caine, Sophia Loren, John Cassavetes, Jeff Bridges, Bianca Jagger, Robert Vaughn e Max von Sydow.
Per tanti anni Claudia Butenuth è stata coportagonista di serie televisive come Der Kommissar, Die Schwarzwaldklinik, Der Alte e L'ispettore Derrick.
Nel luglio 2008 sposa a Bornholm, Patrick Neville Booth dal Sudafrica. Ebbe un figlio, Oliver Butenuth, nato negli anni '70. Morirà il 27 gennaio 2014 per aneurisma a Forio di Ischia, dove faceva l'artista.
Nel 2016 Claudia Butenuth appare in Übers Sterben, realizzato dalla Hochschule für Fernsehen und Film München dove vengono presentate attrici malate intervistate. Muore poco dopo la realizzazione a 69 anni.

## Opere
- Claudia Butenuth: Begegnungen. Edition Erd, München 1990, ISBN 3-8138-0179-9.
- Bernhard Ganter, Claudia Butenuth und Werner Schlierf: Zwei Männer und eine Frau …. Lübbe, Bergisch Gladbach 1994, ISBN 3-404-12196-1.